# Ворона-Теодору
Ворона-Теодору (рум. Vorona-Teodoru) — село у повіті Ботошані в Румунії. Входить до складу комуни Ворона.
Село розташоване на відстані 350 км на північ від Бухареста, 20 км на південь від Ботошань, 84 км на північний захід від Ясс.

## Населення
За даними перепису населення 2002 року у селі проживали 624 особи, усі — румуни. Усі жителі села рідною мовою назвали румунську.